# Nie Yuanzi
Nie Yuanzi (Cinese  聂元梓; Hua, 5 aprile 1921 – Pechino, 28 agosto 2019) è stata una docente e politica cinese, nota per essere considerata come l'inventrice nel maggio 1966 del Dazibao, il giornale murale a grandi caratteri con cui criticava come "borghese e reazionario" il preside dell'Università di Pechino. Un manifesto definito da Mao, che proprio in quel periodo aveva lanciato la Rivoluzione culturale contro i revisionisti, "il primo poster marxista-leninista cinese". Dopo essere diventata una dei massimi leader delle Guardie Rosse a Pechino, fu condannata a 17 anni di carcere alla fine della Rivoluzione culturale..

## Biografia
Nata nel 1921 in una ricca famiglia nella contea di Hua, Henan, Nie era la più giovane di quattro fratelli. Il fratello maggiore, Nie Zhen ( 聂 真 ), era uno dei fondatori della cellula del Partito Comunista nella contea.
Quando scoppiò la seconda guerra sino-giapponese nel luglio 1937, Nie, allora sedicenne, si unì alla resistenza comunista nello Shanxi, sostenuta dal signore della guerra Yan Xishan. Ha ricevuto l'addestramento militare presso il National Teachers College di Taiyuan e si è unita al Partito Comunista nel 1938. Negli anni '40, Nie si trasferì alla base comunista di Yan'an, dove incontrò Kang Sheng e sua moglie Cao Yi'ou.
Dopo la resa del Giappone, Nie fu inviata nel 1946 nella Cina nord-orientale precedentemente occupata dai giapponesi, dove lavorò nel governo di Qiqihar. Un anno più tardi è stata nominata Direttore della sezione teoria del Dipartimento di propaganda di Harbin. Nel 1959, ha divorziato dal suo primo marito Wu Hongyi (吴宏毅), con il quale ha avuto due figli, dopo che era stato denunciato come uomo "di destra" durante la campagna anti-destra.
Nel 1963, Nie fu trasferita all'Università di Pechino, un punto di svolta della sua vita. È stata vicepresidente del dipartimento di economia e un anno dopo è stata nominata segretario del partito del dipartimento di filosofia. All'inizio del 1966 sposò Wu Gaizhi, un funzionario della potente Commissione centrale per l'ispezione della disciplina e allo stesso livello del leader radicale Kang Sheng. Molti pensavano che lo avesse sposato per promuovere la propria carriera.

### La Rivoluzione culturale
Il 25 maggio 1966, Nie mise un poster di grandi dimensioni nel campus dell'Università di Pechino. Il poster criticava Song Shuo, vicedirettore dell'Ufficio dell'Università municipale di Pechino, Lu Ping, presidente dell'Università di Pechino e capo del suo comitato del partito, e Peng Peiyun, un funzionario dell'Ufficio dell'Università municipale di Pechino. Sebbene la principale critica di Nie fosse sul controllo dell'Università di Pechino da parte della borghesia, l'obiettivo della campagna era legittimare l'epurazione del capo del partito municipale di Pechino Peng Zhen, accusato di sostenere una linea educativa reazionaria borghese.
Una settimana dopo, Mao Zedong ordinò che il poster venisse letto sulla Central People's Broadcasting Station e pubblicato sul People's Daily, accompagnato da commenti ufficiali.  Due mesi più tardi, Mao dichiarò il poster come "il primo poster marxista-leninista cinese di grande carattere". L'approvazione di Mao ha incoraggiato gli attacchi alle autorità e ha ispirato gli studenti di altre università a scrivere manifesti, la maggior parte dei quali a sostegno per l'"azione rivoluzionaria" di Nie.
Nie inizialmente sostenne la persecuzione di altri accademici, ma in seguito non fu d'accordo sul corso che la Rivoluzione Culturale stava prendendo e cercò di lasciare la sua posizione nelle Guardie Rosse. Ha controllato le attività rivoluzionarie all'Università di Pechino, insieme ai suoi colleghi, protetta dal suo status di celebre ribelle. Divenne ampiamente conosciuta come uno dei primi cinque leader delle Guardie Rosse nella capitale.
Nie è stata nominata membro supplente del 9° Comitato Centrale del Partito Comunista Cinese. Alla morte di Mao e con l'arrivo al potere di quelle persone che Mao aveva "purgato", Nie fu accusata di essere una "controrivoluzionaria". Nel dicembre 1969, fu mandata a lavorare nella fattoria dell'Università di Pechino a Liyuzhou ( 鲤鱼 洲 ), Jiangxi. Tornò a Pechino nel 1970 per riprendersi da una malattia.

### L'arresto e la condanna
Nel 1971, Nie fu sottoposta a esame e i suoi movimenti furono limitati. Nel 1973 è stata mandata a lavorare nella tipografia Xinhua, dove viveva, mangiava e dormiva in fabbrica. Si è trasferita in una fabbrica che produceva apparecchi per l'Università di Pechino nel 1975.
Dopo la fine della Rivoluzione Culturale, Nie è stata arrestata e mandata nella prigione di Yanqing il 19 aprile 1978. Nel 1983, è stata condannata a 17 anni di prigione, per molteplici crimini, comprese attività controrivoluzionarie e diffamazione, fu anche accusata di essere stata tra i protagonisti delle violenze della Rivoluzione culturale che colpirono il figlio di Deng Xiaoping, Deng Pufang, reso invalido dalle Guardie Rosse. Nell'ottobre 1986 è stata rimessa in libertà sulla parola.
Nel 1998, lo studioso Ji Xianlin ha pubblicato il suo libro di memorie Cowshed: Memories of the Chinese Cultural Revolution, raccontando la sua persecuzione durante quel periodo. Nel libro, Ji ha condannato fermamente Nie Yuanzi per la sua capricciosità, crudeltà e arroganza.
Nel 2005, Ni ha pubblicato le sue memorie a Hong Kong.
Nie è morta il 28 agosto 2019, all'età di 98 anni. Il suo funerale è stato fatto in segreto.

## Opere
- Nie Yuanzi, 聶元梓回憶錄 (Memoirs of Nie Yuanzi), Hong Kong, Shidai Guoji Chubanshe, 2005, ISBN 978-98-89760-86-1.